# Nintendo Labo

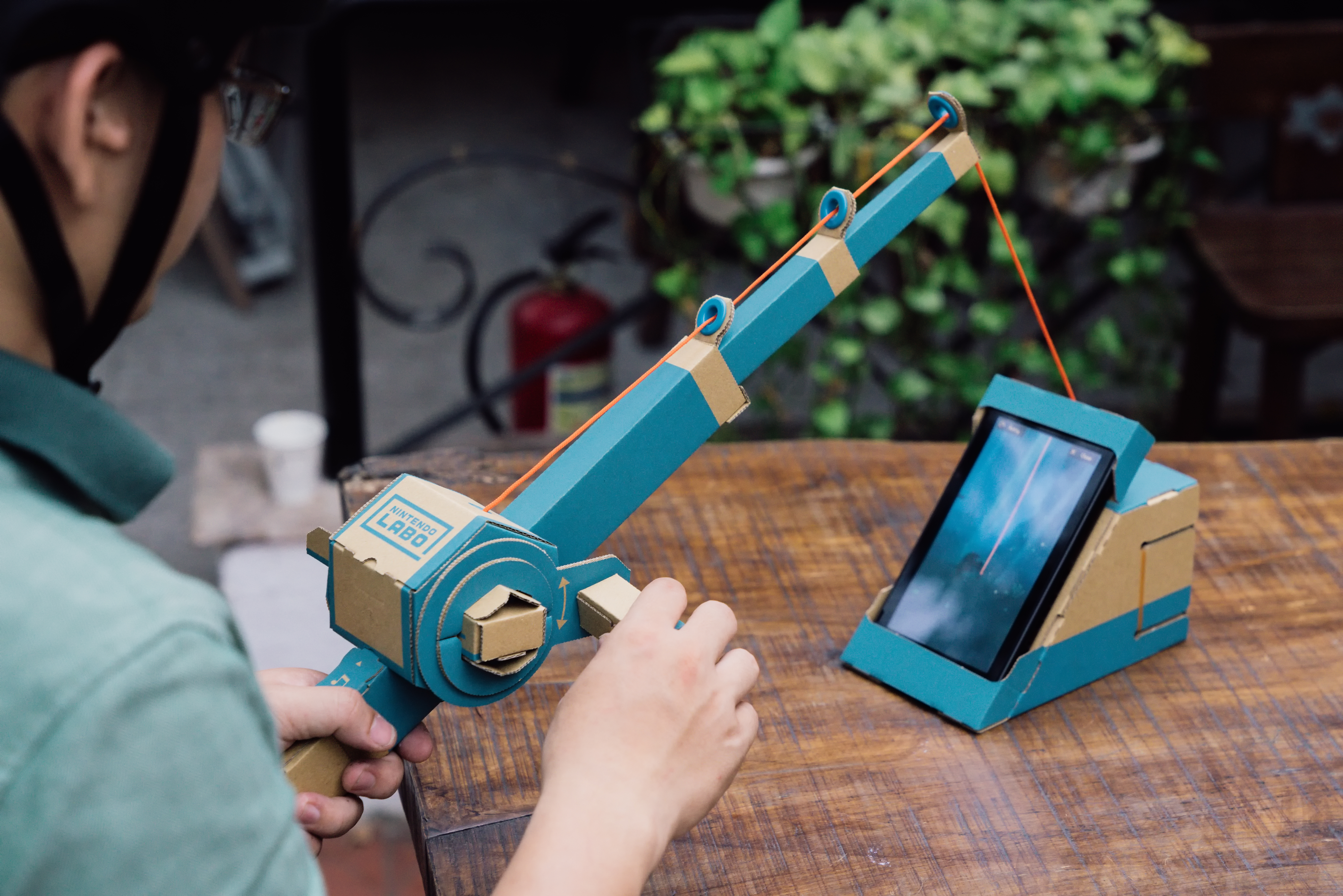
Een vishengelspel.

Nintendo Labo is een serie kartonnen bouwkits die gebruikt worden als interactief speelgoed met de Nintendo Switch. Het is ontwikkeld en uitgegeven door het Japanse computerspelbedrijf Nintendo en verscheen voor het eerst in de VS op 17 januari 2018 en in Europa op 27 april 2018.

## Beschrijving
De afgewerkte constructies worden door Nintendo Toy-Con genoemd. De sets worden gebouwd zonder schaar en lijm en kunnen daarom eenvoudig uit elkaar worden gehaald en weer in elkaar worden gezet. Met de bijbehorende spelcartridge kunnen verschillende spellen met de Toy-Con worden gespeeld.
Nadat een Toy-Con in elkaar is gezet, worden de Joy-Cons van de Switch erop aangesloten. De Joy-Con herkent invoer van de gebruiker via sensoren of communiceert op een andere manier met de Toy-Con. De pianokit gebruikt bijvoorbeeld de infraroodsensor van de rechter Joy-Con om de toetsen te detecteren die de speler heeft ingedrukt, terwijl de RC-auto de vibratiemotor van de Joy-Con gebruikt om zich te verplaatsen.
Naast de sets verschenen ook diverse losse accessoires ter decoratie, zoals plakband en stickervellen.

## Bouwkits
Er zijn meerdere Labo-bouwdozen verschenen met verschillende inhoud en mogelijkheden. De eerste twee Labo-sets verschenen in Europa op 27 april 2018, de derde set kwam uit op 14 september 2018, en de vierde set verscheen op 12 april 2019.
| Jaar | Titel                    | Inhoud |
| ---- | ------------------------ | --- |
| 2018 | Toy-Con 01 - Multi-Set   | bevat onderdelen waarmee men een RC-auto, hengel, huis, motorfiets en een pianoklavier kan bouwen.                             |
| 2018 | Toy-Con 02 - Robo-Set    | bevat een robotpak dat de speler kan aantrekken en gebruiken om een virtuele robot op de Switch te besturen.                   |
| 2018 | Toy-Con 03 - Vehicle-Set | bevat onderdelen waarmee men een auto, vliegtuig en een onderzeeër kan besturen.                                               |
| 2019 | Toy-Con 04 - VR-Set      | met deze vierde bouwkit kan men de Switch als virtualrealitybril gebruiken. De kit werd geïnspireerd door de Google Cardboard. |